# Bella Bergkvist Larsson
Bella Bergkvist Larsson (* 9. März 2006) ist eine schwedische Tennisspielerin.

## Karriere
Bergkvist Larsson begann im Alter von vier Jahren mit dem Tennissport und spielt vorrangig auf der ITF Women’s World Tennis Tour, wo sie bislang einen Titel im Doppel gewinnen konnte.
2023 erhielt sie im Juli eine Wildcard für das Hauptfeld der Nordea Open, ihrem ersten Turnier der WTA 125-Serie. Sie verlor allerdings bereits ihr Auftaktmatch gegen Polona Hercog mit 2:6 und 2:6.
Im Jahr 2023 spielte Hennemann erstmals für die schwedische Billie-Jean-King-Cup-Mannschaft, wo sie in einem Doppel antrat.

### College Tennis
Ab Frühjahr 2025 spielt Bergkvist Larsson für das Damentennisteam der South Carolina Gamecocks der University of South Carolina.

## Turniersiege

### Doppel
| Nr. | Datum       | Turnier | Kategorie | Belag | Partnerin      | Finalgegnerinnen                             | Ergebnis         |
| --- | ----------- | ------- | --------- | ----- | -------------- | -------------------------------------------- | ---------------- |
| 1.  | 1. Mai 2024 | Båstad  | ITF W35   | Sand  | Linea Bajraliu | Jacqueline Cabaj Awad Caijsa Wilda Hennemann | 4:6, 6:2, [10:2] |